# Chính sách thị thực của Ethiopia
Tất cả du khách đến Ethiopia trừ công dân Kenya và Djibouti đều cần phải có thị thực.

## Bản đồ chính sách thị thực

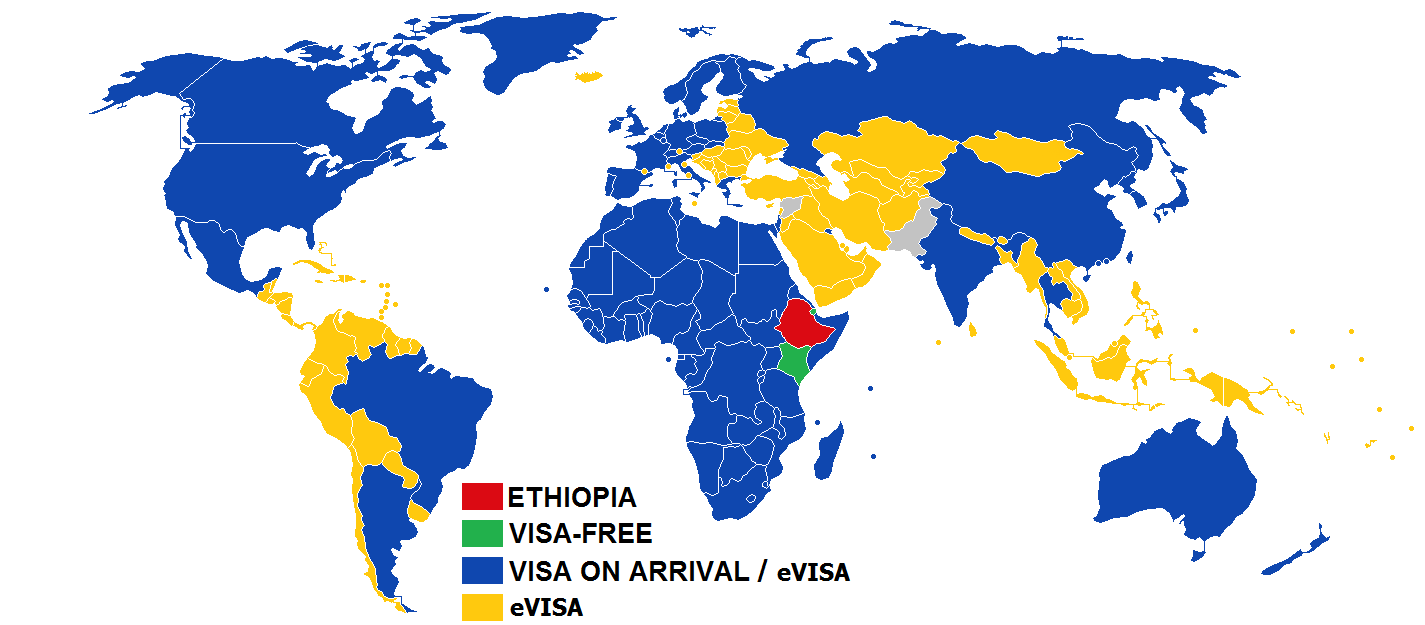
Chính sách thị thực của Ethiopia

## Miễn thị thực
Công dân của 2 quốc gia sau không cần thị thực để đến Ethiopia:
| - Djibouti (3 tháng) - Kenya (1 năm) |

Người sở hữu hộ chiếu ngoại giao hoặc hộ chiếu công vụ của bất cứ quốc gia nào ngoài Eritrea, Pakistan và Somalia không cần thị thực để đến đây lên đến 3 tháng.

## Đến từ biên giới
Tất cả hành khách đi Ethiopia từ biên giới (trừ công dân Kenya và  Djibouti) đều cần xin thị thực từ một trong những phái vụ ngoại giao Ethiopia.

## Thị thực tại cửa khẩu
Thị thực du lịch (có hiệu lực lên đến ba tháng) chỉ có thể được cấp tại cửa khẩu ở sân bay quốc tế Bole đối với công dân của 40 quốc gia và vùng lãnh thổ sau:
| - Argentina - Áo - Ấn Độ - Ba Lan - Bỉ - Bồ Đào Nha - Brasil - Canada - Cộng hoà Séc - Đài Loan - Đan Mạch - Đức - Hà Lan - Hoa Kỳ - Hồng Kông - Hy Lạp - Ireland - Israel - Kuwait - Luxembourg | - Ma Cao - México - Na Uy - Nam Phi - New Zealand - Nga - Nhật Bản - Pháp - Phần Lan - Slovakia - Hàn Quốc - Tây Ban Nha - Thụy Điển - Thụy Sĩ - Thái Lan - Triều Tiên - Trung Quốc - Úc - Vương quốc Anh1 - Ý |

1 - Chỉ cho công dân Vương quốc Anh.
Chính sách này không áp dụng với công dân của Eritrea, Somalia và Pakistan, cũng như bất cứ ai có nguồn gốc Eritrea hoặc Somalia.
Thị thực cũng được cấp tại sân bay quốc tế Bole với du khách có thư mời dự họp, hội thảo tổ chức bởi Liên minh châu Phi.